# Symphonie no 1 de Pärt
Pour les articles homonymes, voir Symphonie no 1.
La Symphonie no 1 opus 9, dite « Polyphonique », est une œuvre pour orchestre écrite par Arvo Pärt, compositeur estonien associé au mouvement de musique minimaliste.

## Historique
Cette première symphonie du compositeur, dédiée à Heino Eller et composée en 1963, a été entendue pour la première fois l'année suivante à Tallinn avec l'Orchestre symphonique de la république soviétique d'Estonie.

## Structure
La formation orchestrale est plutôt réduite, sans tuba, et avec un seul instrument par pupitre pour les vents, à l'exception des cors (par deux). 
L'œuvre est divisée en deux mouvements :
1. Canons - 10 min 00 s
2. Prélude & fugue - 6 min 30 s

## Discographie
Discographie non exhaustive.
- Sur le disque Arvo Pärt : A Portrait par l'Orchestre symphonique de Bamberg dirigé par Neeme Järvi chez Naxos, 2005.
- Sur le disque Tabula rasa par le Congress Orchestra dirigé par Vladimir Norets chez Audiophile Classics, 2000.